# 火地島國家公園
火地島國家公園（西班牙語：Parque Nacional Tierra del Fuego）是阿根廷大火地島上的國家公園，由火地省負責管轄，該園位於該國南部的巴塔哥尼亞森林和安第斯山脉生態區，屬於亞南極森林的一部分，面積630平方公里。1960年10月15日根據15554號法令成立，1966年擴大園區面積。火地島國家公園也是阿根廷建立的第一座海岸國家公園。
該國家公園擁有瀑布、森林、山脈及冰川，法尼亞諾湖和岩湖的部分面積也包含在其範圍內。連結了恩塞納達灣和拉帕大亞灣的沿海道路（Senda Costera），是園內較受歡迎的步行路線。國家公園低海拔地區的南極山毛櫸、矮假山毛櫸和南方假山毛櫸林是園內多個物種的家園，其中包括20多種陸生哺乳動物，如原駝、山狐、美洲河狸、穴兔和麝鼠等，此外也存有白草雁、湍鴨、南方椎尾鸚鵡、安地斯神鷹、黑蠣鷸和麥哲倫蠣鷸等90多種鳥類。
火地島國家公園是全球最南端的國家公園，位在智利邊境的比格爾海峽北方60（37英里）處，距離火地省首府烏斯懷亞11（6.8英里），被分類為國際自然保護聯盟II類公園。

## 地理
火地島國家公園屬於南部的亞南極森林，並以其豐富的物種而聞名。

### 植物
亞南極森林的植被以南方假山毛櫸和矮假山毛櫸為主。而溫帶森林巴塔哥尼亞安地斯森林則分布在園內海拔600（2,000英尺）以下的山坡地，海拔600（2,000英尺）以上的植被主要由小灌木及一些禾本科植物所組成。
國際自然保護聯盟報告顯示了園內的其他樹種矮假山毛櫸林、樺葉假山毛櫸林和南極山毛櫸林，其他植物則包括麥哲倫小檗、筒瓣花、冬木、岩高蘭和一些苔蘚植物等，另外酸漿和一些寄生植物則攀藤或寄生在樹枝上，園內多個小型森林中也發現了桂皮。此外，園內普遍分布泥炭沼澤，由潮濕山谷中的泥炭蘚和油水草所組成，特性是溫度低且具有移動緩慢的酸性水體。
國家公園內發現的花卉品種包括智利冬青、小檗等，林木下則長有高山矮盤灌叢、血齒菌和小型鏈束植物。比格爾海峽和拉帕大亞灣西部常可發現黑灌木、筒瓣花，該地亦生長具有巧克力香味的玉露菊。

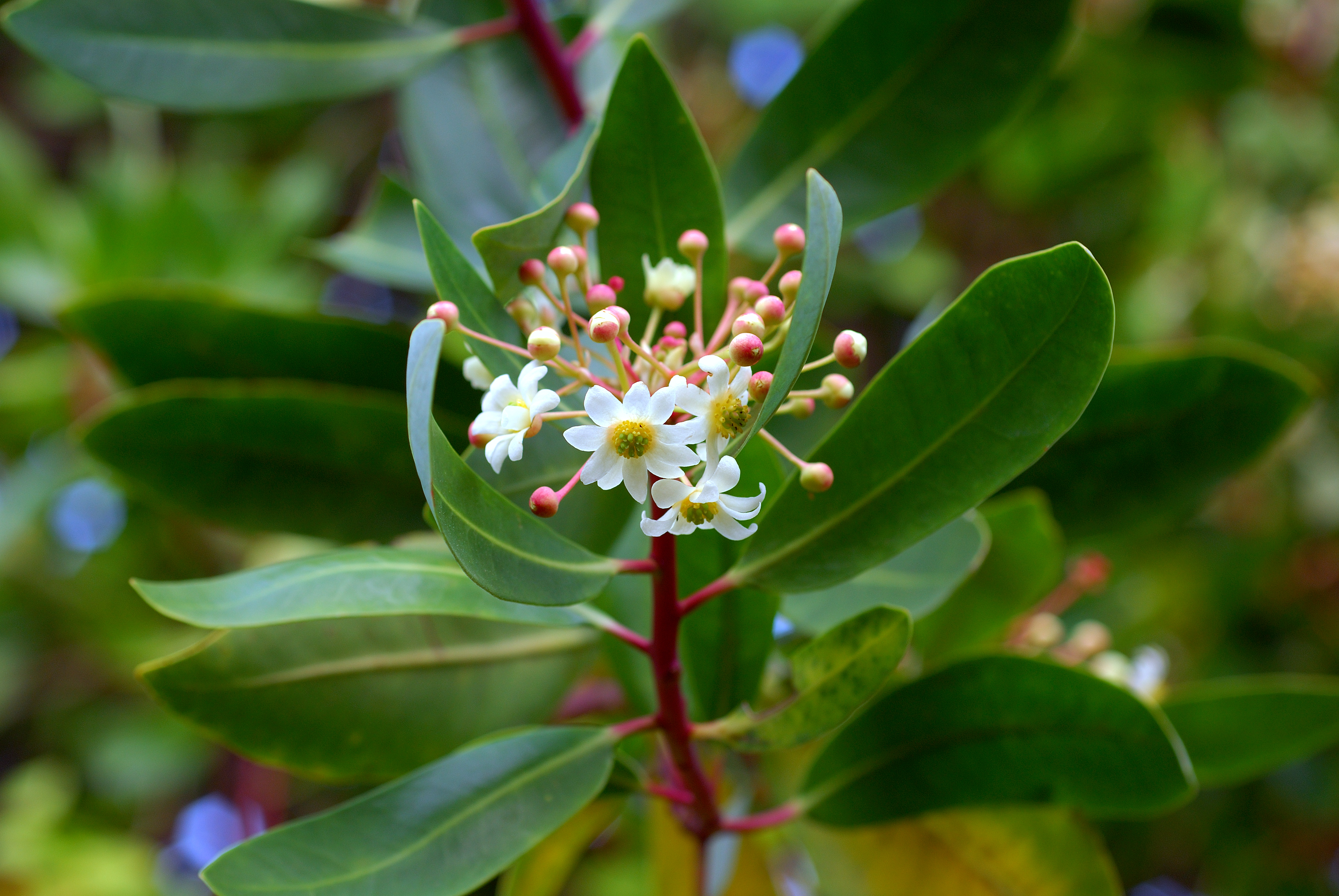
冬木 (植物)花（Drimys winteri）
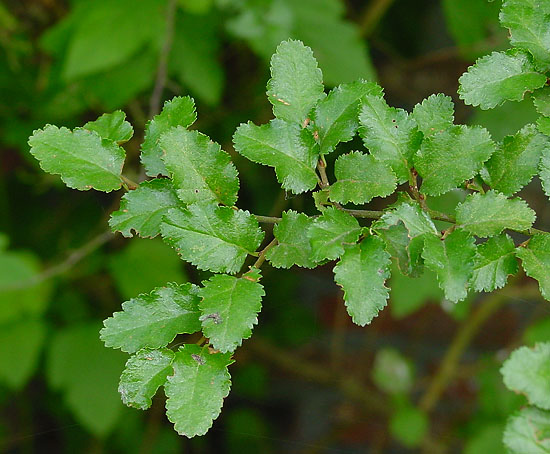
南極山毛櫸（Nothofagus antarctica）
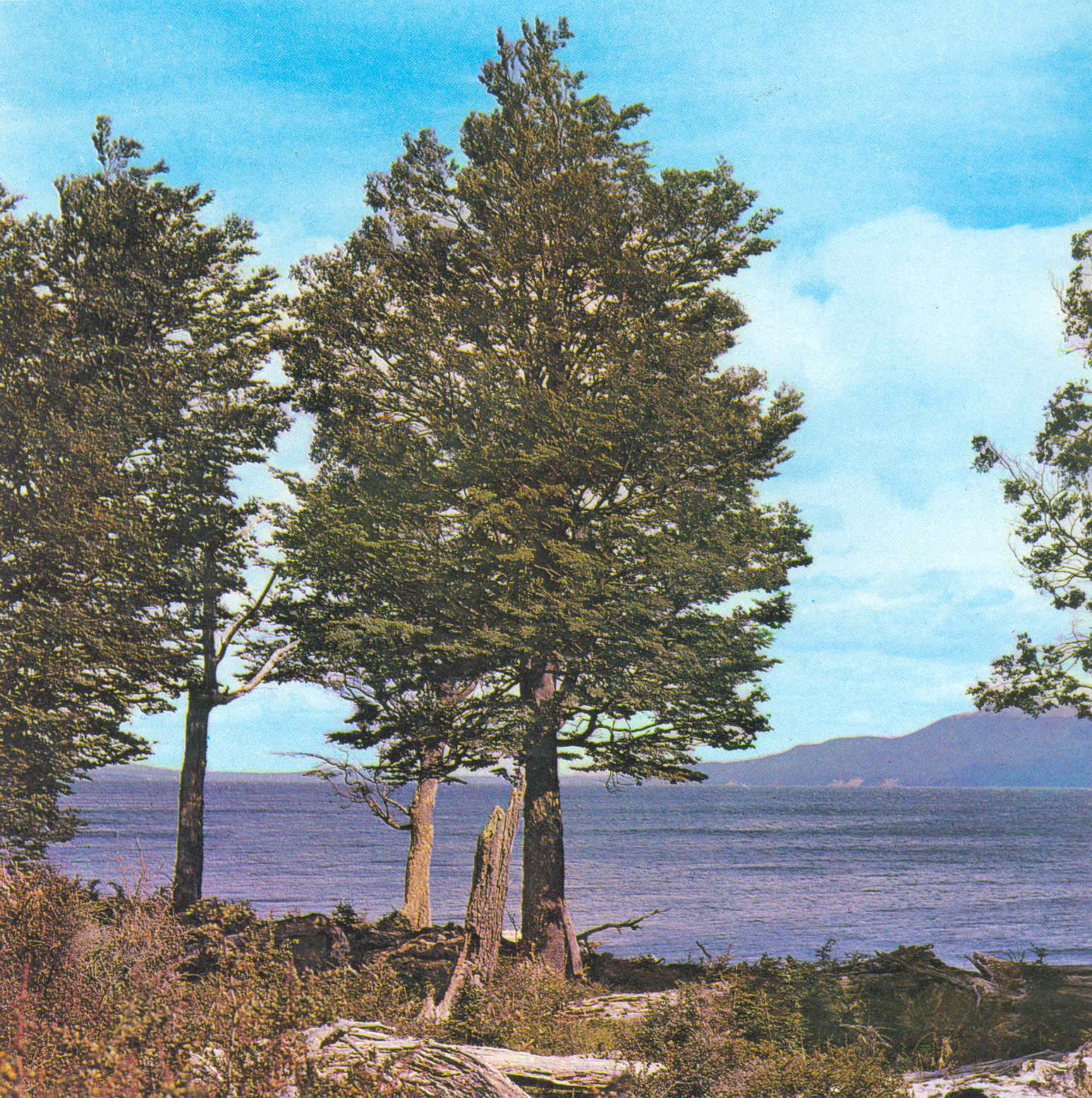
矮假山毛櫸（Nothofagus pumilio）
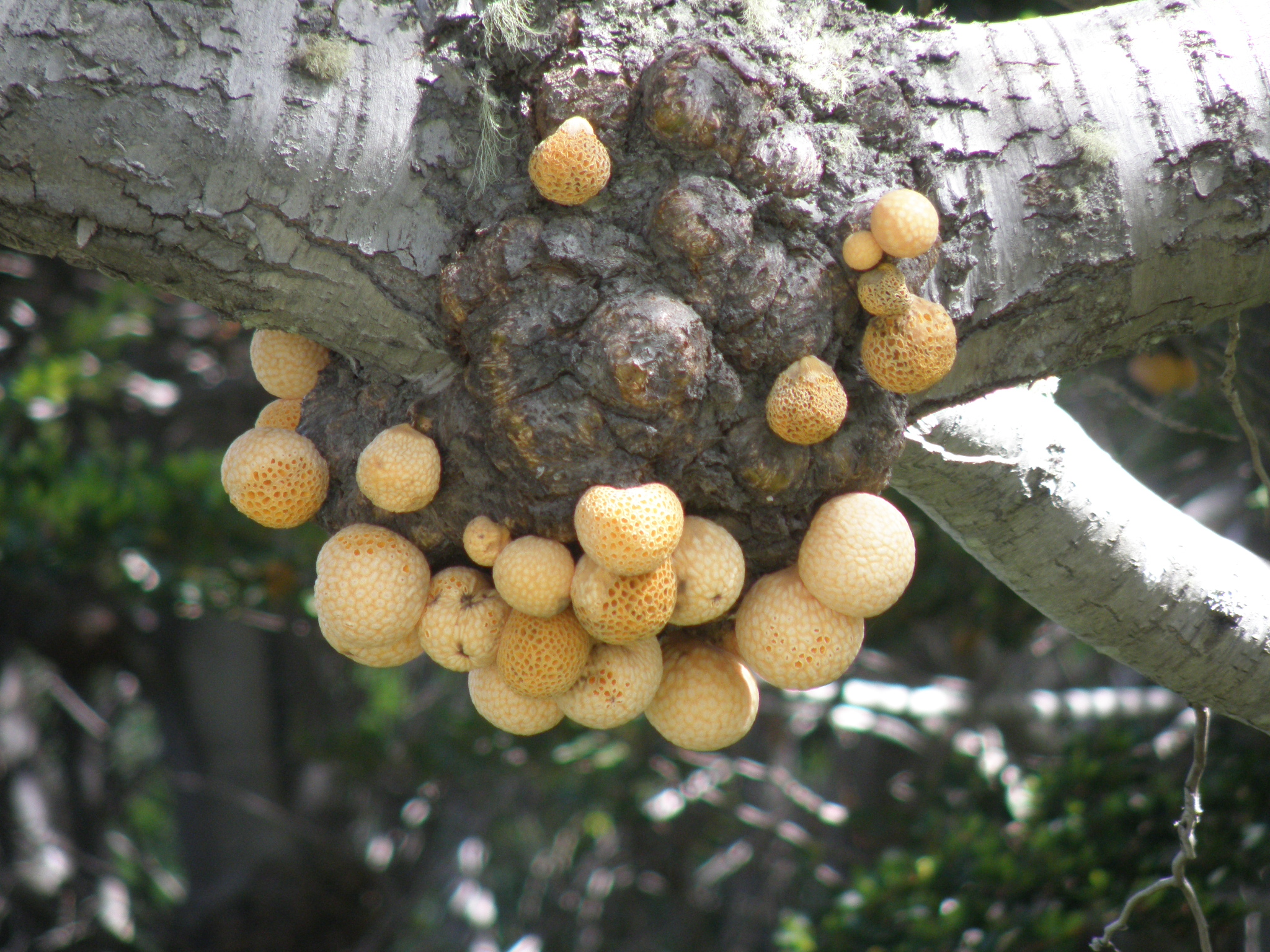
泛德印第奥（Cyttaria hariotii）園內的一種錘舌菌綱寄生植物
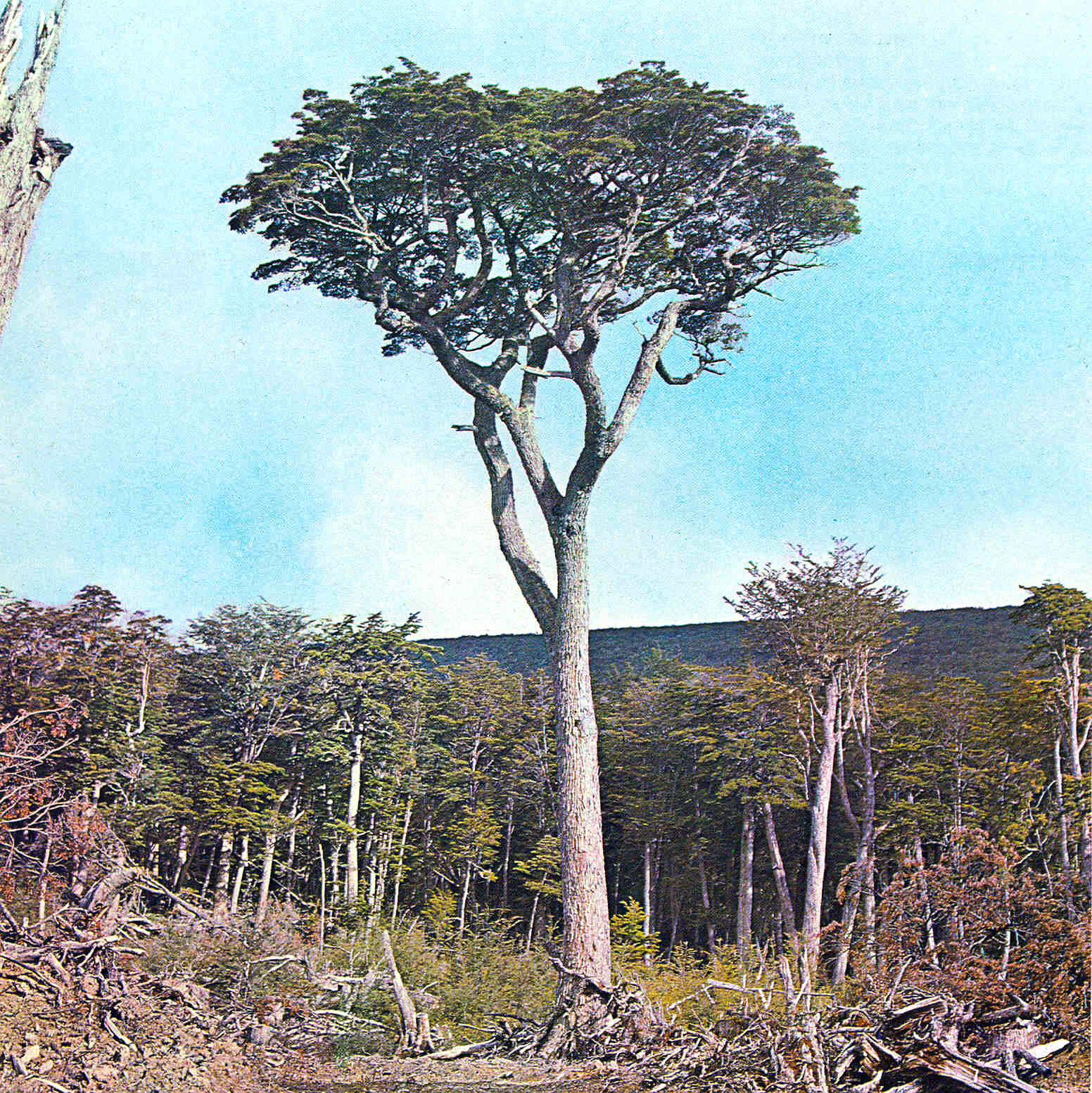
樺葉假山毛櫸（Nothofagus betuloides）

- 冬木花
- 南極山毛櫸
- 矮假山毛櫸
- 泛德印第奥園內的一種錘舌菌綱寄生植物
- 樺葉假山毛櫸

### 動物
來自歐美的定居者將穴兔、美洲河狸、麝鼠、灰狐等動物引進該地，導致其大量繁殖後對環境造成極大的破壞。
鳥類則包括3種類型的草雁－斑胁草雁、灰頭草雁和白草雁，主要分布在開放式的海灘。其他鳥類包括巴塔哥尼亞啄木鳥、麥哲倫啄木鳥、白簇鸊鷉、灰船鴨、鸕鶿、鷺鷥、鳳頭鴨、鵰和包括麥哲倫企鵝、巴布亞企鵝在內的多種企鵝，另外可見大禿鷲翱翔於火地島的山峰和山谷間，此外該地也是南方椎尾鸚鵡的故鄉。已發現的海鳥則包括海燕、信天翁。
水生動物包括扇貝、玉螺、少數甲殼動物如螃蟹、魚類如沙丁魚、智利黍鯡、無鬚鱈和水母等。哺乳動物如原駝、南海獅、安地斯鹿、智利水獺也曾在園內被發現。

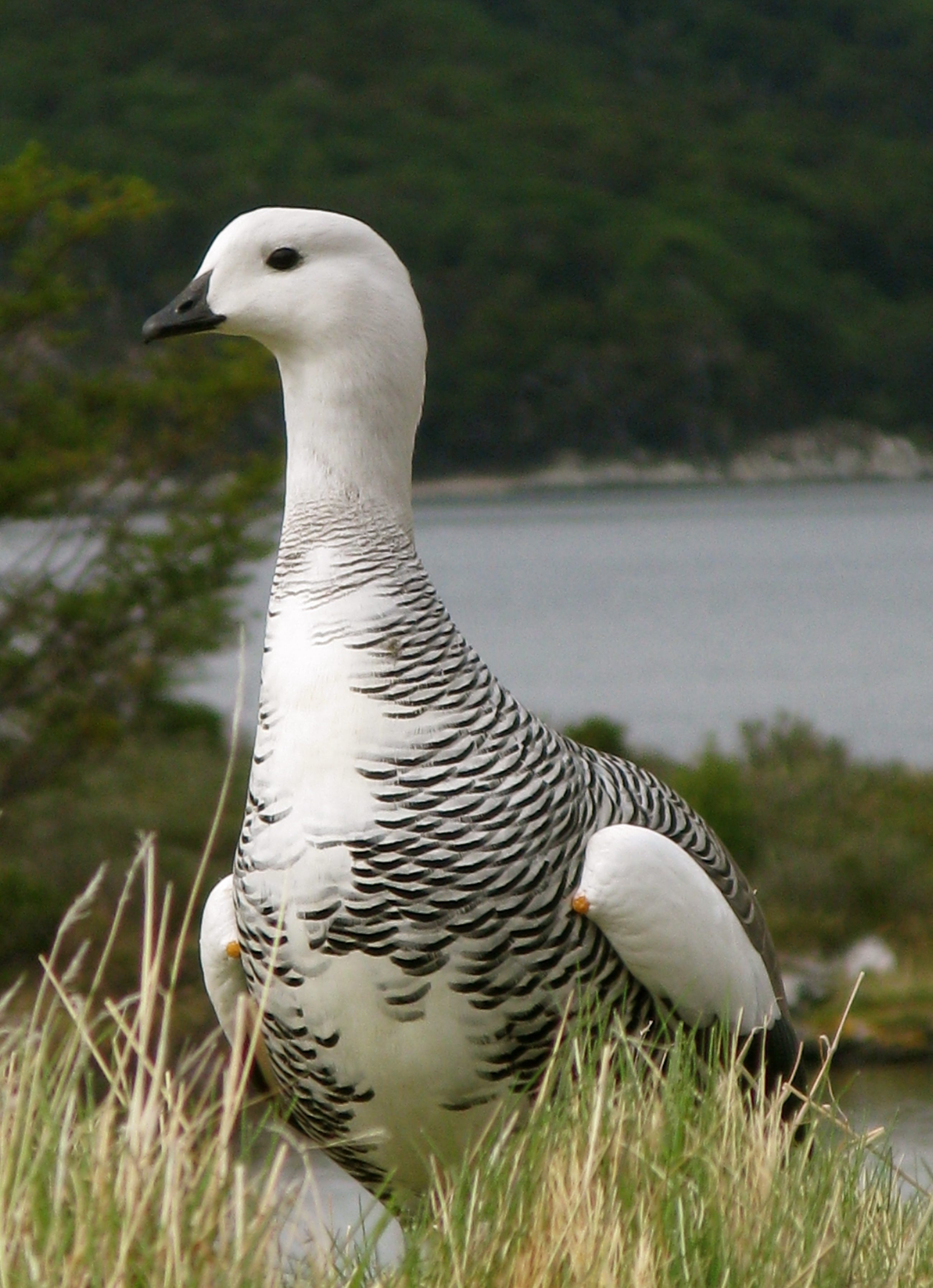
斑胁草雁
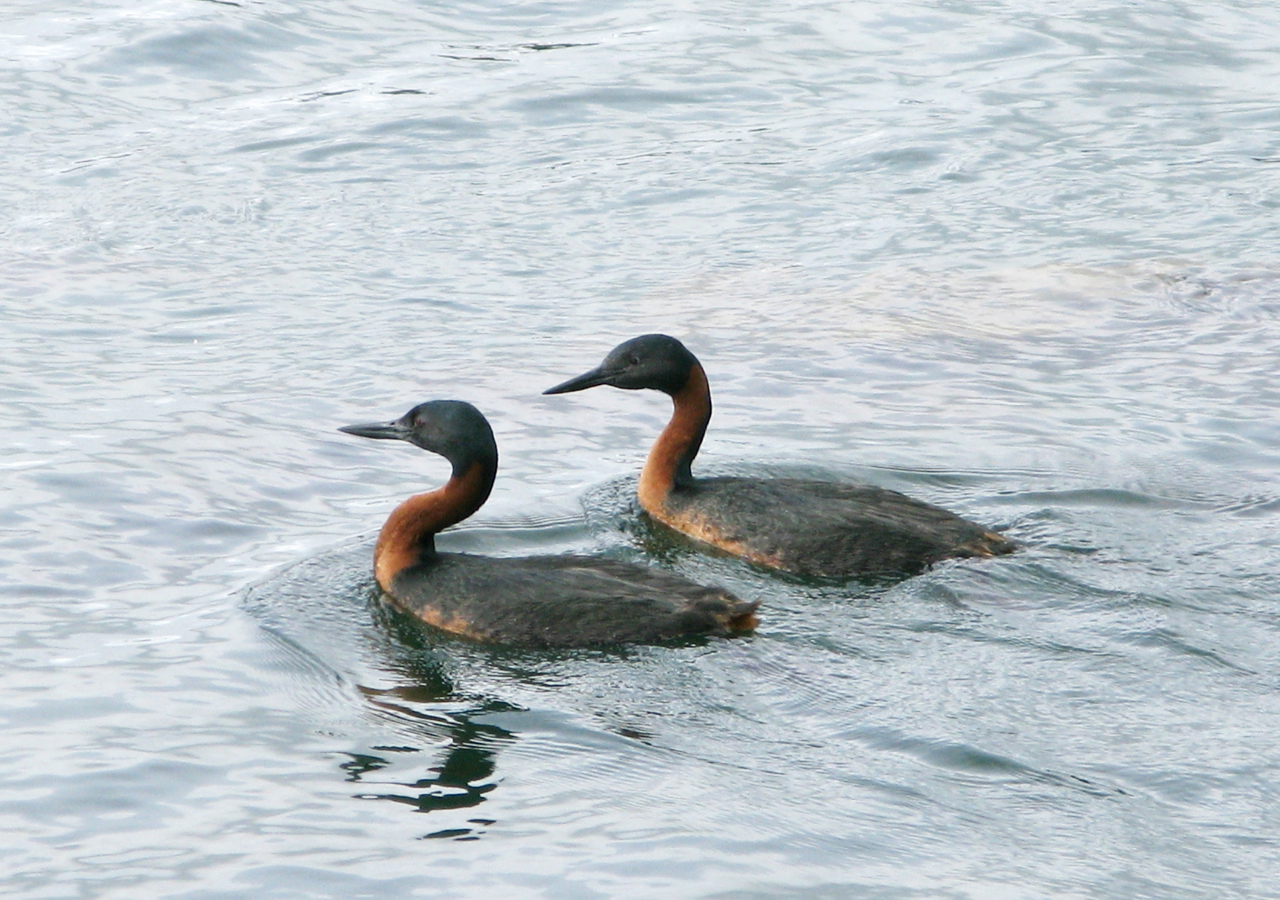
大鸊鷉（英语：Great grebe）
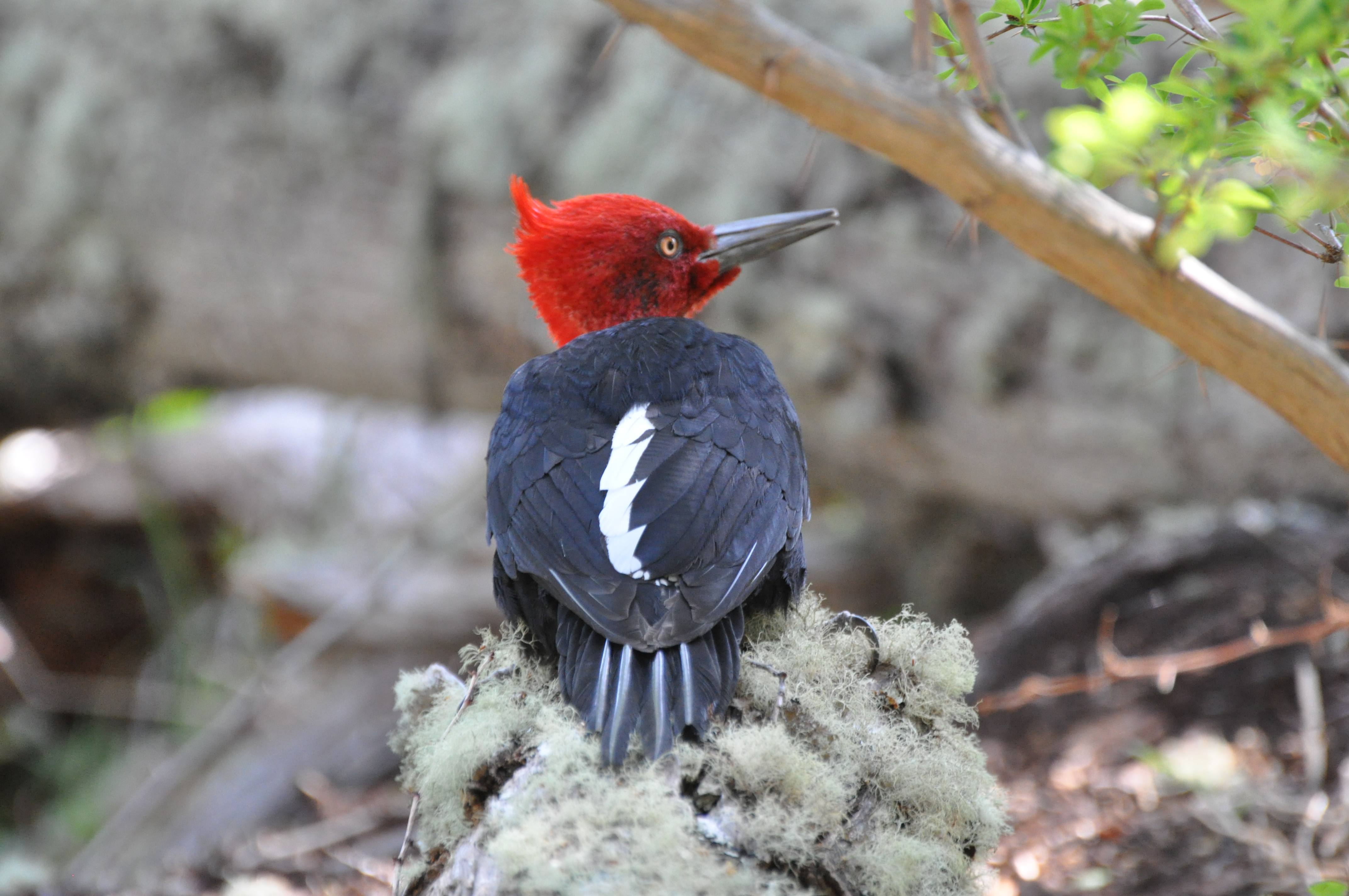
麥哲倫啄木鳥（英语：Magellanic woodpecker）
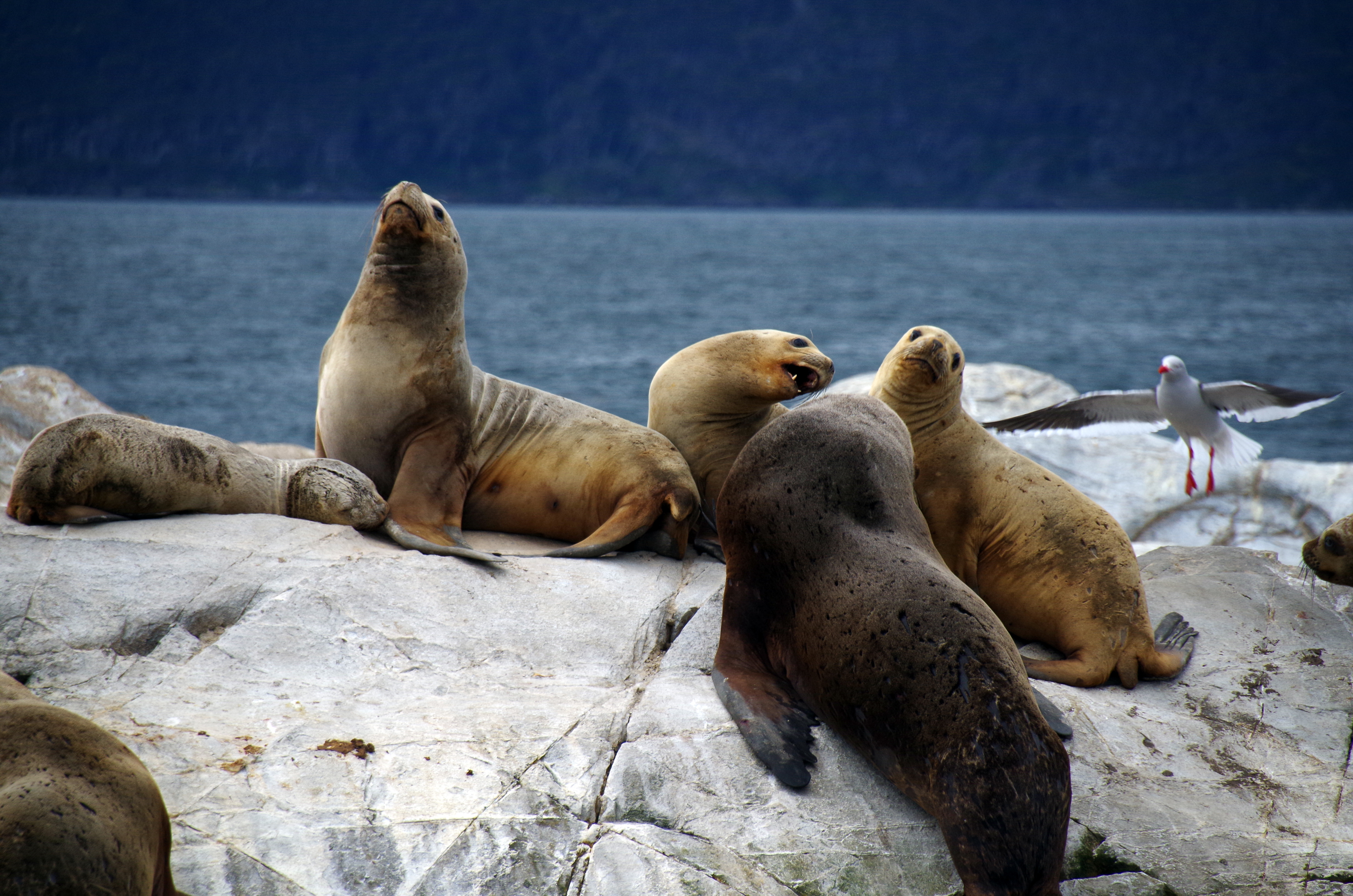
比格爾海峽附近的海獅群
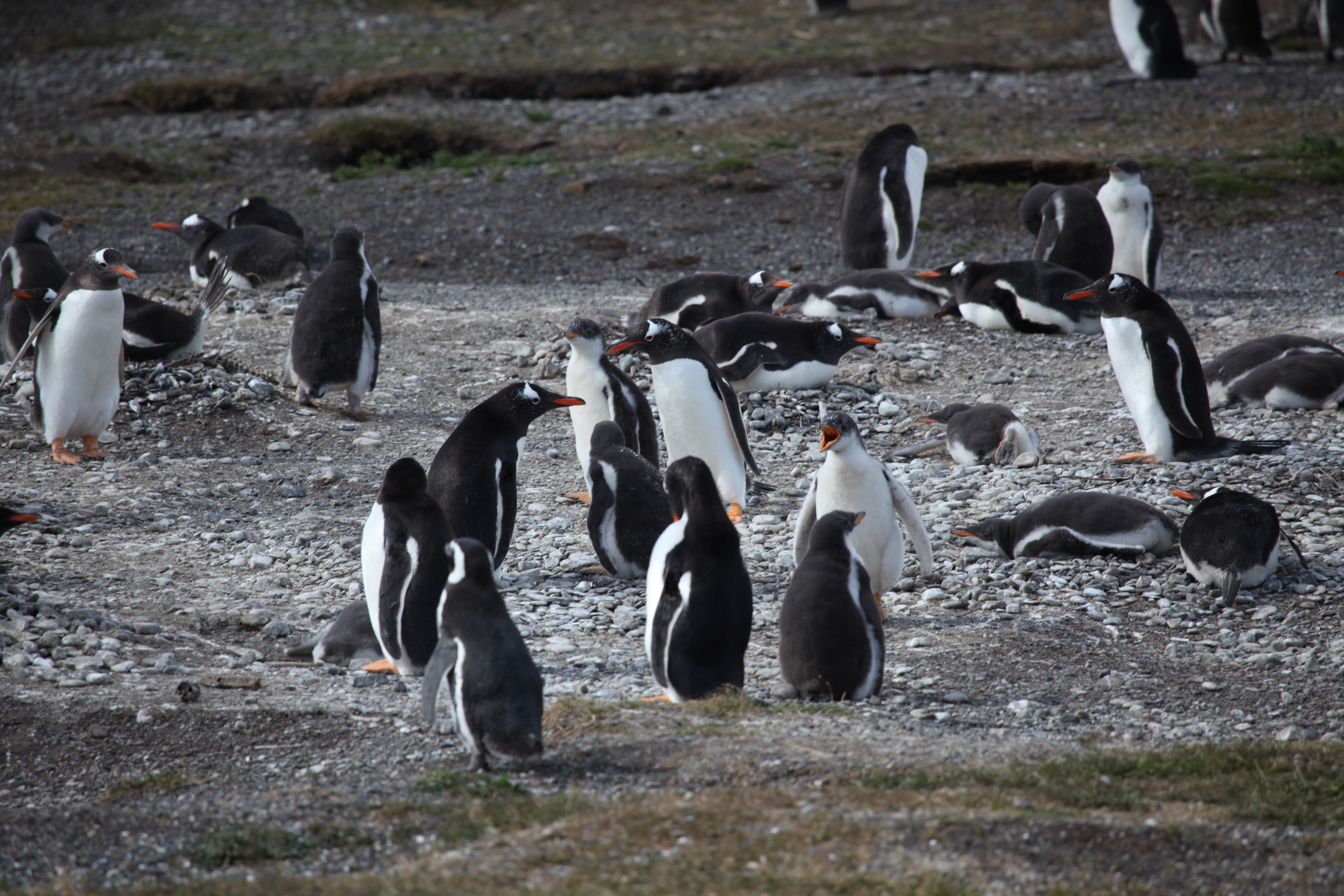
巴布亞企鵝

### 特色
火地島國家公園擁有山脈、湖泊、河流和山谷等地形與生態，西面與智利邊境接壤，北面與法尼亞諾湖相接，南面濱臨比格爾海峽。國家公園占地63,000公頃（630平方），包含了兩個生態區－安地斯山脈和巴塔哥尼亞森林，前者是由高山和山坡地所組成；後者則包括山脈、冰川和半落葉林。園內的景觀大部分是由冰川所侵蝕，造成在崎嶇的山脈和山谷外，同時出現了海灣和海灘。

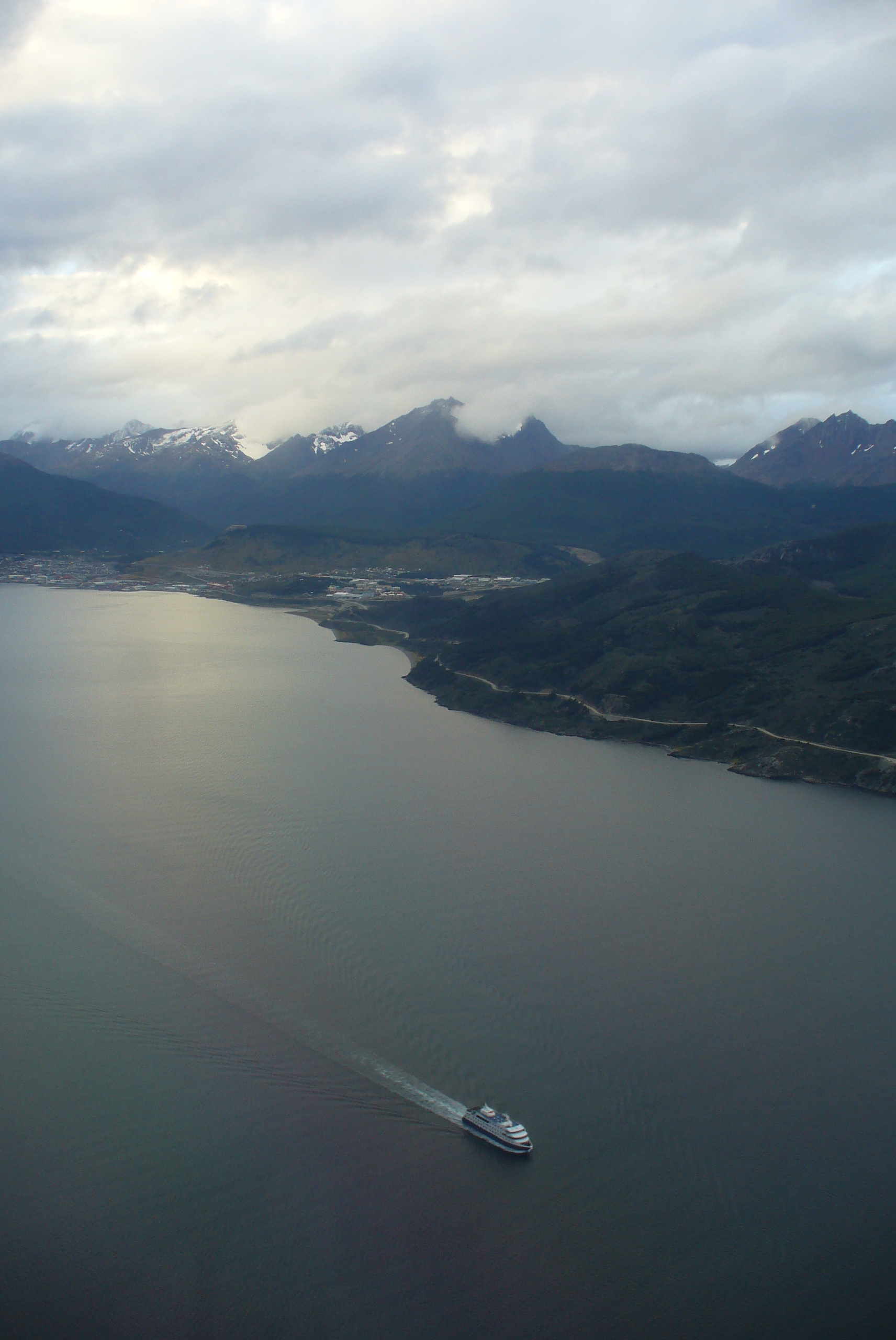
比格爾海峽

國家公園位於首府烏蘇懷亞以西11（6.8英里）的國道3號旁，而該地亦是泛美公路的終點，自烏蘇懷亞可透過高速公路或火地島南端鐵路前往火地島國家公園。

#### 比格爾海峽
作為阿根廷與智利邊界的比格爾海峽位於火地島國家公園南部，將火地群島的主島大火地島與南部的皮克頓島、倫諾克斯島和努埃瓦島等小島分隔，海峽方向為東西走向，長度150英里（240）、寬度自3至8英里（4.8至12.9）不等，該海峽以19世紀帆船小獵犬號（英語：HMS Beagle）命名，1833－1834年間查爾斯·達爾文曾登上該船擔任隨船博物學家。
比格爾海峽附近人口規模最大的城市為阿根廷火地省首府烏蘇懷亞，其次是智利南極智利省首府威廉斯港，是全球最南端的兩個城市。比格爾海峽附近的海灘上亦可發現古代雅加人部落的遺址。

#### 法尼亞諾湖

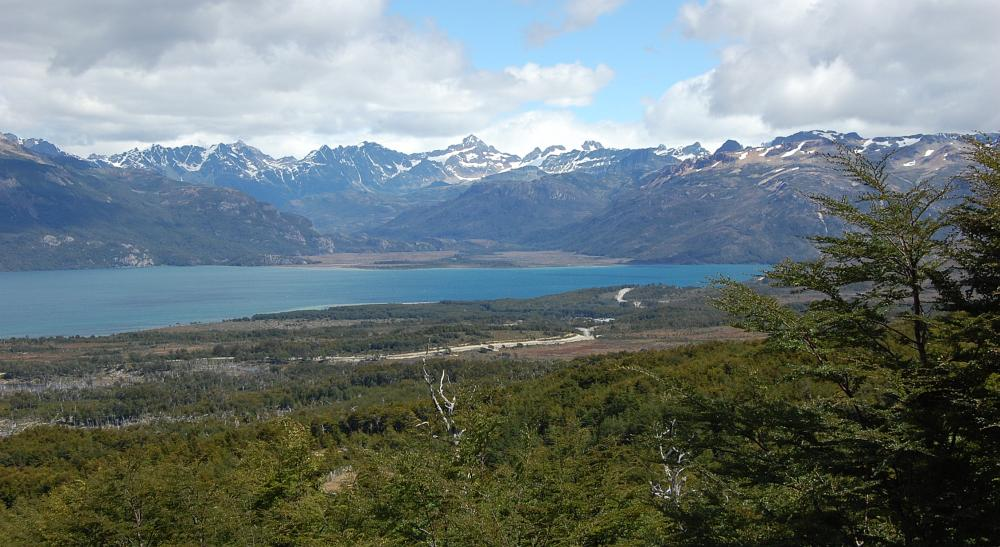
法尼亞諾湖

法尼亞諾湖（以慈幼會修士何塞·法尼亞諾命名）是南極洲外最南端的湖泊，亦是火地群島最大的湖泊，自該湖發源的阿索帕爾多河沿安地斯山脈東側向南流經巴塔哥尼亞高原，並最終注入麥哲倫海峽。該湖位在南美板塊與斯科舍板塊邊界的轉形斷層之上（與麥哲倫－法尼亞諾斷層相連），約93％面積屬於阿根廷，少部分為智利擁有。
法尼亞諾湖的形成主要源於上新世晚期至更新世期間冰川作用頻繁，而湖泊的總排水面積為3,042平方（1,175平方英里），湖表面積約600平方（6,500平方英尺），平均寬度為6（3.7英里）（最大寬度10（6.2英里）），長度為104（65英里），最大深度204（669英尺）（平均深度70（230英尺））。

#### 氣候

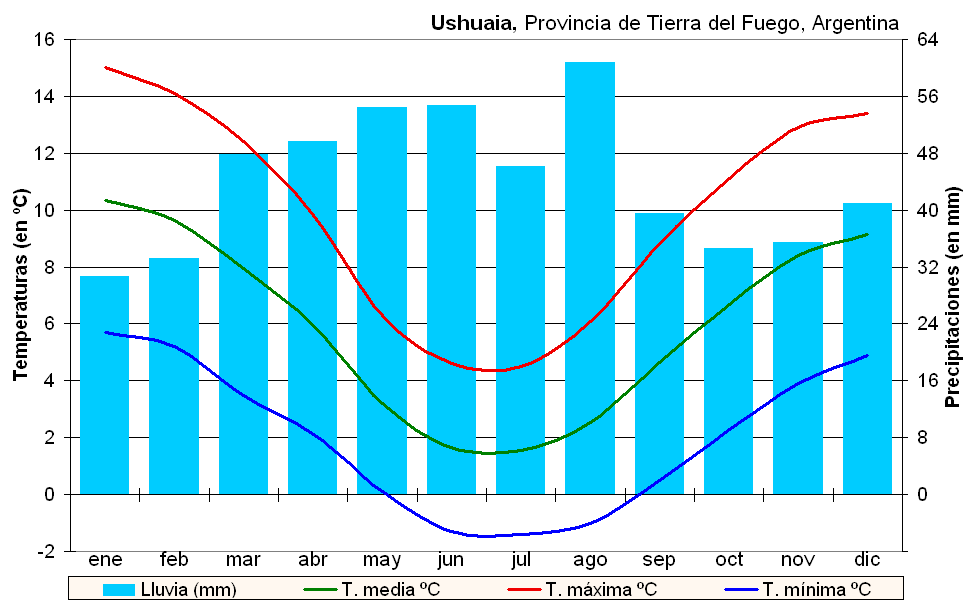
烏蘇懷亞的氣候數據圖

火地島國家公園屬於溫帶海洋性氣候，因西風帶影響而導致園內常年有雨、霧且風勢較強。其平均年降水量為700（28英寸），3月至5月為降雨高峰期（高海拔山區降雪），全年無乾季，冬季和夏季均溫約為0 °C（32 °F）和10 °C（50 °F）。鄰近城市烏蘇懷亞的年均溫為5.4 °C（41.7 °F），最高和最低月均溫分別為14.2 °C（57.6 °F）和−10.4 °C（13.3 °F）。

## 歷史

### 命名
首批來到南美洲的歐洲人目睹當地原住民雅加人使用的篝火，因此將該地命名為「Tierra del Fuego」，在西班牙語中有「火之地」的意思。

### 前哥倫布時期
早在1萬年前，火地群島就已有人類居住。生活在海灘上的雅加人以當地的海洋資源維生，其乘坐由矮假山毛櫸製成的獨木舟出海獵殺海獅、採集貝類等。雅加人居住在樹枝和樹幹搭建成的小木屋裡，並穿著海獅皮做成的皮衣，他們使用該些動物的脂肪塗抹身體以保持皮膚的水分。

### 歐洲殖民時期
1880年代，麻疹等傳染病隨著歐洲傳教士等移居者進入該地區，導致當地的雅加人快速減少，其人口數自1880年的3,000人左右驟降至1990年代的不足100人，而當中亦有許多雅加人是被歐洲移民者以「射擊練習」射殺，或是在其主食海獅中下毒殺害。
語言文化方面，在84歲的埃梅琳達·阿庫尼亞（西班牙語：Emelinda Acuña，1921年？月？日－2005年10月12日）因心臟病去世後，該地僅剩一位名為克里斯蒂娜·卡爾德隆（1928年5月24日－2022年2月16日）的居民以其本土語言雅甘語溝通，最終亦於2022年感染2019冠狀病毒病引發併發症逝世。如今在海灘上可發現一些以貽貝做成的雅加人遺跡，在烏蘇懷亞的世界盡頭博物館（End of the World Museum）中也有展示與部落相關的文物。

### 阿根廷獨立後
阿根廷與智利於1881年7月23日簽訂的《邊界條約》試圖解決兩國之間的領土爭端，規範兩國的邊界自聖靈角經安地斯山脈向南延伸至比格爾海峽，大火地島被一分為二，邊界以東和海峽以北為阿根廷所有，以西和海峽以南則為智利領土。然而，該條約並未明確劃定邊界終點位於比格爾海峽的何處，導致其產生包括航行權在內的諸多領土問題，特別是有關皮克頓島、倫諾克斯島和努埃瓦島等火地群島的主權歸屬爭端，阿根廷一度為此於1978年企圖軍事入侵該群島。最終在梵蒂岡教宗介入調解下，兩國於1984年11月在梵蒂岡城簽署《和平友好條約》，該條約規定智利保有對比格爾海峽上3個主要爭議島嶼的控制權，阿根廷則擁有海峽的航行權並對於該些島嶼持有部分權利。
1900和1910年代，阿根廷政府於烏蘇懷亞和鄰近小島艾斯塔多島建立流放地，囚犯為主要勞動力，專門從事建設城市和開發大火地島上的森林，當時決議修建一條總長25（16英里）的火地島南端鐵路作為運輸用途，自邁普-蒙特-蘇珊娜營地（Maipú Monte Susana）出發並穿越國家公園。而烏蘇懷亞現已成為重要的旅遊中心，除了是前往火地島國家公園的出發點，亦是南極洲航程登船處。
1910年3月，通過了一項旨在法尼亞諾湖周圍設立保護區的法令。1935年1月，該保護區又被第55177號法令撤銷。
1960年9月30日，阿根廷國會通過第15554號法令批准火地島國家公園建立案，同年10月15日國家公園正式成立。2007年，「火地島國家公園管理計畫」被批准通過，為保護國家公園內的自然和文化設立一定目標。

## 旅遊
國家公園內較著名的幾個景點包括比格爾海峽、彼波河（Pipo River）小瀑布、法尼亞諾湖、岩湖、恩塞納達灣、拉帕大亞灣等。

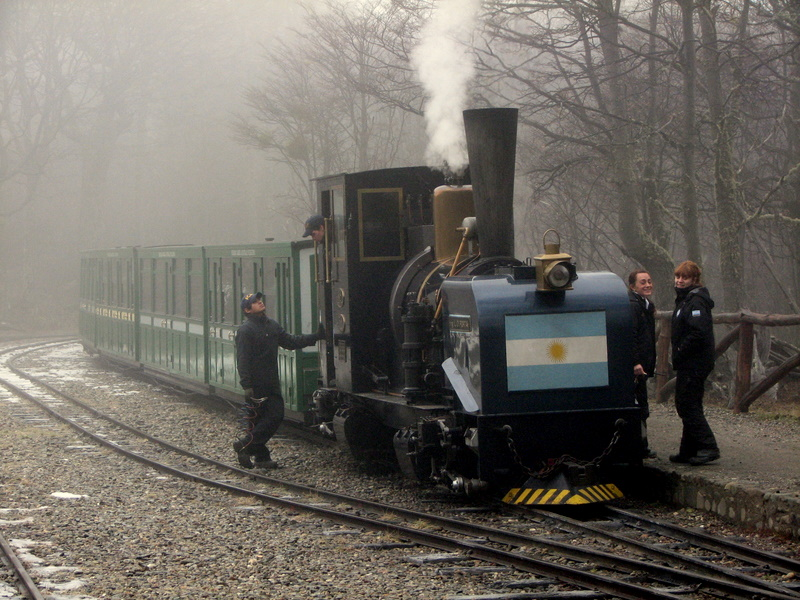
火地島南端鐵路（攝於2010年）

原作為運輸木材使用的火地島南端鐵路於1994年被重新整修，並且成為觀光鐵路再次投入使用，其號稱是全球最南端的鐵路。目前有5台列車於該鐵路線服役，分別是一台新型2-6-2蒸汽機車（1955年自英國引進）、一台阿根廷制蒸汽機車及三台柴油機車。自烏蘇懷亞郊區的世界尽头站搭乘南端鐵路前往國家公園，全程超過5（3.1英里），約50分鐘可抵達。
國家公園內設有小型郵局，遊客可付款在其購買的明信片蓋上「世界最南端烏蘇懷亞」的郵戳，局內也售有烏蘇懷亞的紀念品。

## 外部連結
- 火地島官方旅遊網站
- PNTF: Pictures – Info （页面存档备份，存于）